# ک.ر. نارایان
کی آر نارایان (زادهٔ ۴ فوریه ۱۹۲۱ – درگذشته ۹ نوامبر ۲۰۰۵) سیاستمدار و دهمین رئیس‌جمهور کشور هند از ۲۵ ژوئیه ۱۹۹۷ تا ۲۵ ژوئیه ۲۰۰۲ بود.